# Kovalivka, Odesa
Kovalivka (în ucraineană Ковалівка) este un sat în comuna Usatove din raionul Odesa, regiunea Odesa, Ucraina.

## Demografie
Componența lingvistică a localității Kovalivka
     Ucraineană (91,03%)
     Rusă (6,73%)
     Română (1,79%)
     Alte limbi (0,45%)
Conform recensământului din 2001, majoritatea populației localității Kovalivka era vorbitoare de ucraineană (91,03%), existând în minoritate și vorbitori de rusă (6,73%) și română (1,79%).